# Lechria philippinensis
Lechria philippinensis är en tvåvingeart som beskrevs av Alexander 1925. Lechria philippinensis ingår i släktet Lechria och familjen småharkrankar. Inga underarter finns listade i Catalogue of Life.